# アニメでGo!Go!
アニメでGo!Go!（アニメでゴーゴー）は、1982年（昭和57年）10月から2010年（平成22年）9月28日まで南日本放送（MBC）制作で毎週火曜日24:30〜25:00に放送されていたローカルラジオ番組（アニラジ）。
パーソナリティーは同局の采野吉洋アナウンサー（当時）。

## 概要
放送開始は1982年（昭和57年）10月。番組内で采野は「アニメキング」と名乗っていた。放送開始当初は5分番組であったが、やがて10分、15分、30分と拡大。2006年（平成18年）5月までは毎週月曜日から木曜日の深夜24時半から25時までの放送だったが、采野が病気療養により休養することが土曜日の城山スズメで発表された同年5月から、当番組は同年12月まで休止状態となり、その間は代替番組が放送され、采野の復帰後は毎週火曜日のみの放送に当番組は縮小した。全国のアニラジ番組の中でもトップクラスの長寿番組であり、通算放送回数も長年にわたって平日の帯番組では日本記録レベルであった。2010年（平成22年）9月28日深夜24時半をもって終了。28年の放送に幕を降ろした。
アニメ雑誌の老舗「アニメージュ」では、山口県のFM山口で放送されていた、同じくローカルのアニメ番組として最古参の『ウキウキ放送局』などと共に、番組情報を掲載していた。
関連する番組として、現在では『城山スズメ』の水曜日に放送されている、午後4時からの約10分間、釆野が懐かしの1曲を紹介するコーナー「お父ちゃんのアニメソング」があり、かつては同局が土曜日の午前11時から放送していた『土曜はおまかせ「うねうねWEEKEND」』内において「お父さんのためのアニメソング」というコーナー名で放送されていた。

## 放送内容
リスナーからのリクエストによる、アニメや特撮の主題歌や挿入歌のほか、音頭特集、お色気アニメ特集、ガンダム特集、ジブリ特集、國府田マリ子や坂本真綾の特集など、週替わりの特集コーナーで番組が構成され、基本編成はリクエスト→リクエスト→特集コーナー→リクエスト→リクエストとなっており、声優等のゲスト出演がある回もあった。サウンドトラック等は基本的に放送していなかったほか、クリスマスには、らんま1/2の「キャラクターズ・クリスマス」を流していた。
番組開始時にはオープニングナレーションが流れ、1980年代から1990年代初頭までは「はっはっはっはっはっは！はーっはっはっはっはっは！私の名はアニメキング。アニメキングがあなたにお送りする、アニメでGo!Go！これからしばらくの間、君たちをアニメの世界へご案内しよう。ふっふっふっふっふ・・・！ふーっふっふっふっふ・・・・！」だったが、1990年代後期までは「はっはっはっはっはっは！諸君、私の名はアニメキング。これからしばらくの間、君たちをアニメの世界へご案内しよう。アニメキングがお送りする、アニメでGo!Go！はっはっはっはっはっは！はーっはっはっはっはっは！」であった。2000年代以降はオープニングテーマの後にオープニングトークが流れる方式に変更され、例えば2000年だと火曜日から金曜日では「こんばんは、アニメでGo!Go!の時間です。お相手の、釆野吉洋です。今夜もみんなからのリクエストに応えていきますよ。今夜は君の好きな曲が掛かるかな？どうぞ楽しみにしていてくださいね」で、月曜日のみ「こんばんは、アニメでGo!Go!の時間です。お相手の、釆野吉洋です。さあ、新しい一週間が始まりましたね。今週もみんなからのリクエストに応えていきますよ。今夜は君の好きな曲が掛かるかな？どうぞ楽しみにしていてくださいね」であった。
釆野は、落ち着いた雰囲気での作品解説を基本としつつも、時にはアニメや特撮に対する愛があふれるあまりハイテンションになる一面も見せ、時には鹿児島県近隣の県におけるMBCラジオを聴取することが可能な地域のリスナーからもリクエストが来ていたほか、鹿児島のローカルタレント・野口たくおも、学生時代にラジオを聴くようになった理由や南日本放送で仕事をすることになった理由は、この番組と鶴光の噂のゴールデンアワーの影響と語るほど、番組は人気を博した。

## 休止中の代替番組
番組休止期間の2006年（平成18年）5月から12月までは、月曜日に『アニメストリート』、火曜日に『水谷優子のアニメ探偵団2!』、水曜日に『声優グラッチェ』、木曜日にはラジオ関西の『集まれ昌鹿野編集部』60分版を30分に短縮し編集したバージョンを放送。『集まれ昌鹿野編集部』は、ラジオ関西において特別編成で放送が休みとなった場合、MBC向けに別録されたものが放送され、鹿児島絡みのネタが使われる事もあった。

## 番組終了後
2015年（平成27年）9月に采野から城山スズメの番組内で「2代目アニメキング」の称号を正式に授与されたZIKUにより、同年9月から『Music Express』金曜日のコーナーとして復活。当初は、毎週一つのアニメを取り上げ、好きなシーンやキャラクター、アニメに対する考察などをZIKUとリスナーが語り合う内容になる予定だったが、釆野の手法を踏襲してアニメの解説を行ってはみたものの、何度も解説がつっかえたり、有名なアニメの登場人物名を何度も間違えたりした結果、ほどなく単にアニメソングを流すだけのコーナーと化してしまい、ZIKU自身も2020年（令和2年）3月27日でMusic Expressを降板となった。
2021年（令和3年）には、AM放送におけるMBCラジオの周波数1107kHzにちなみ、11月7日近日に毎年行われている『MBCラジオデー』の一環として放送された「MBCラジオスペシャルウィーク～ラジオでエール GO FOR IT!～」最終日において、11月13日午後3時半からの1時間、特別番組「アニメでGo!Go!リターンズ」として約11年ぶりに1日限定の復活。采野に加え当時MBCアナウンサーだった山口真奈が番組MCを行い、番組のオープニングとエンディングは1990年代の番組開始ナレーションを踏襲したものとなり、番組名物である作品解説は行われず、Zoomでリモート出演したゲストの水木一郎との会話や曲紹介で構成され生放送された。翌2022年（令和4年）12月6日の水木の訃報を受け、同月30日に『「ありがとう、水木一郎さん「アニメでGo！Go！リターンズ 水木一郎特集Z」』のタイトルで再放送を実施。